# Some Like It Hot
Some Like It Hot (Una Eva y dos Adanes y Algunos prefieren quemarse[cita requerida] en Hispanoamérica, Con faldas y a lo loco en España) es una película de comedia estadounidense de 1959, dirigida y producida por Billy Wilder y protagonizada por Marilyn Monroe, Tony Curtis y Jack Lemmon. Ambientado en 1929, el argumento gira en torno a dos músicos que se disfrazan de mujer con el fin de escapar de la mafia.
Some Like It Hot es la versión estadounidense de la película francesa Fanfare d'amour (1935) con guion de Peter Thoeren y Michael Logan. Adaptada por el propio Wilder y I.A.L. Diamond.

## Argumento

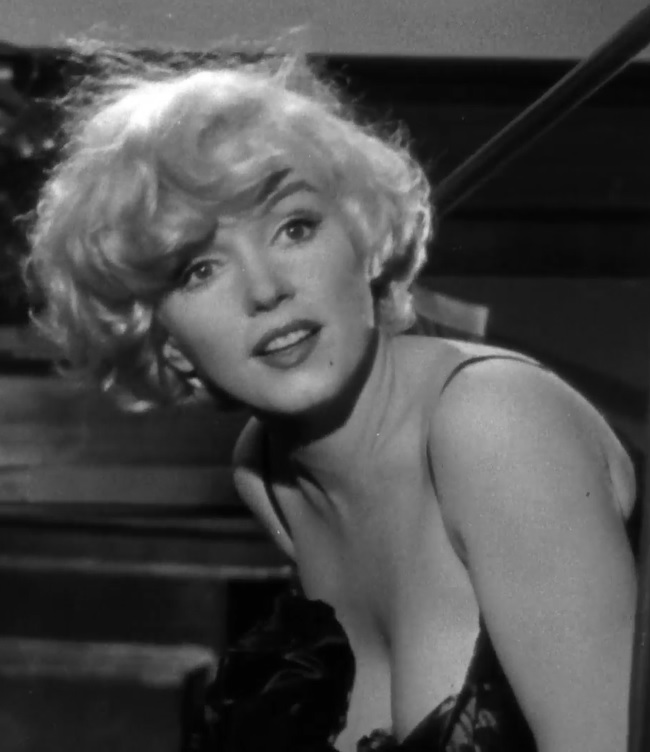
Marilyn Monroe en parte de un fotograma del tráiler de la película.

Febrero de 1929 en la ciudad de Chicago. Joe (Tony Curtis) es un saxofonista irresponsable, jugador y mujeriego; su amigo Jerry (Jack Lemmon) es un contrabajista apocado y sensato. De manera accidental presencian la Matanza de San Valentín; cuando los gánsteres, dirigidos por «Spats» Colombo (George Raft), les descubren, se ven obligados a huir para salvar sus vidas. Sin dinero y necesitados de  salir de la ciudad con urgencia, los dos músicos aceptan un trabajo con Sweet Sue (Joan Shawlee) and her Society Syncopators, una banda de jazz formada exclusivamente por mujeres que se dirige a  Miami. Disfrazados de mujeres bajo los nombres de Josephine y Daphne, se embarcan en un tren con el resto de la banda, y ya antes de subir ambos se fijan en la explosiva cantante e intérprete de ukelele Sugar Kane (Marilyn Monroe).
Joe y Jerry se enamoran de Sugar y compiten por su afecto mientras intentan mantener sus disfraces. Sugar les confía que no quiere oír hablar de saxofonistas de jazz, que rompieron su corazón en el pasado, y que ha puesto sus miras en encontrar un millonario dulce y cariñoso en Florida. En el transcurso de las fiestas clandestinas que se celebran en el tren por las noches, Josephine y Daphne se hacen amigas íntimas de Sugar, siempre pendientes de acordarse de que se supone que son mujeres y no pueden acercarse a ella con otras intenciones.
Una vez en Miami, Joe atrae a Sugar asumiendo un segundo disfraz como Junior, el millonario heredero de Shell Oil, mientras finge no estar interesado en ella. Por otro lado, un millonario de verdad, el maduro y enmadrado Osgood Fielding III (Joe E. Brown), intenta una y otra vez ligar con Daphne, que le rechaza como puede. Osgood invita a Daphne a una cena con champán en su yate. Joe convence a Jerry para que, como Daphne, mantenga ocupado a Osgood en tierra mientras Junior lleva a Sugar al yate como si fuera suyo. Una vez allí, Junior explica a Sugar que es impotente como resultado de un trauma psicológico, pero que se casaría con cualquiera que pudiera solucionar su problema. Sugar intenta obtener algún tipo de respuesta sexual de Junior, y a lo largo de la noche comienza a conseguirlo. Mientras tanto, Daphne y Osgood bailan hasta el alba. Cuando Joe y Jerry se encuentran de nuevo en el hotel, Jerry explica que Osgood le ha propuesto matrimonio a Daphne y que él, o sea, ella, ha aceptado, previendo un divorcio inmediato y una sustanciosa compensación en cuanto se desvele el engaño, pero Joe le convence de que no puede casarse con Osgood.

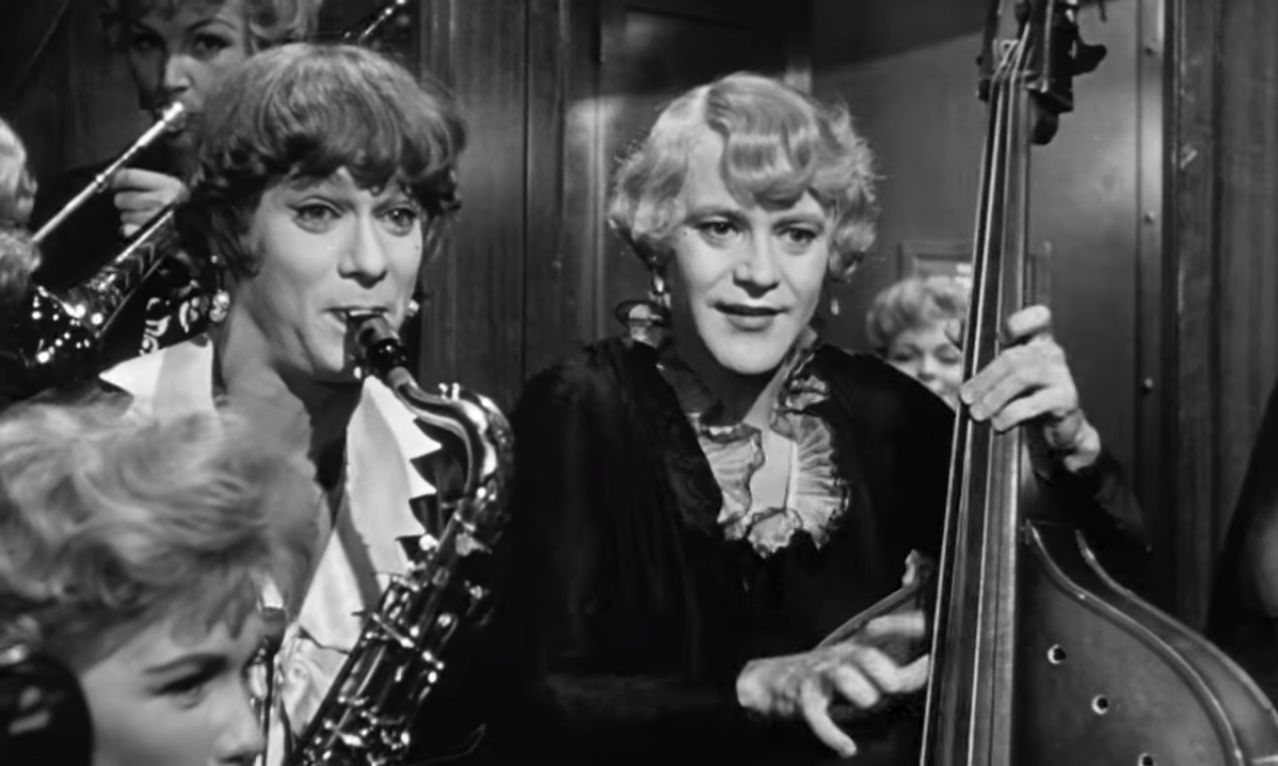
Tony Curtis y Jack Lemmon en una escena del filme.

Mientras tanto, el hotel es la sede de una reunión de «Amigos de la Ópera Italiana», en realidad gánsteres entre los que se encuentran Spats y su banda de Chicago, que reconocen a Joe y Jerry como los testigos de la Matanza de San Valentín huidos. Joe y Jerry, temiendo por sus vidas, se disponen a abandonar la banda y a marcharse de Miami, pero antes Joe, disfrazado de Junior, se despide de Sugar diciéndole que se tiene que casar con una mujer elegida por su padre y que se traslada a vivir a Venezuela. Más tarde, vestido como Josephine, ve a Sugar en el escenario, cantando que nunca volverá a enamorarse, y la besa antes de marcharse. En ese momento, Sugar se da cuenta de que Joe, Josephine y Junior son la misma persona. Una vez acabada la actuación, abandona corriendo el escenario y llega al muelle en el momento en el que la lancha de Osgood parte hacia el yate con Joe, Jerry y Osgood a bordo. Joe le dice a Sugar que él no es lo que ella merece, pero ella le quiere de todas formas. En la proa de la lancha Jerry, aun vestido como Daphne, le da a Osgood una serie de razones por las que no puede casarse con él, desde la infertilidad al vicio del tabaco. Osgood las rechaza una a una; ama a Daphne y está decidido a casarse con ella. Sin más opciones, Jerry se quita su peluca de Daphne y, con voz masculina, grita: «Soy un hombre», a lo que Osgood responde, «Bueno, nadie es perfecto».

## Reparto

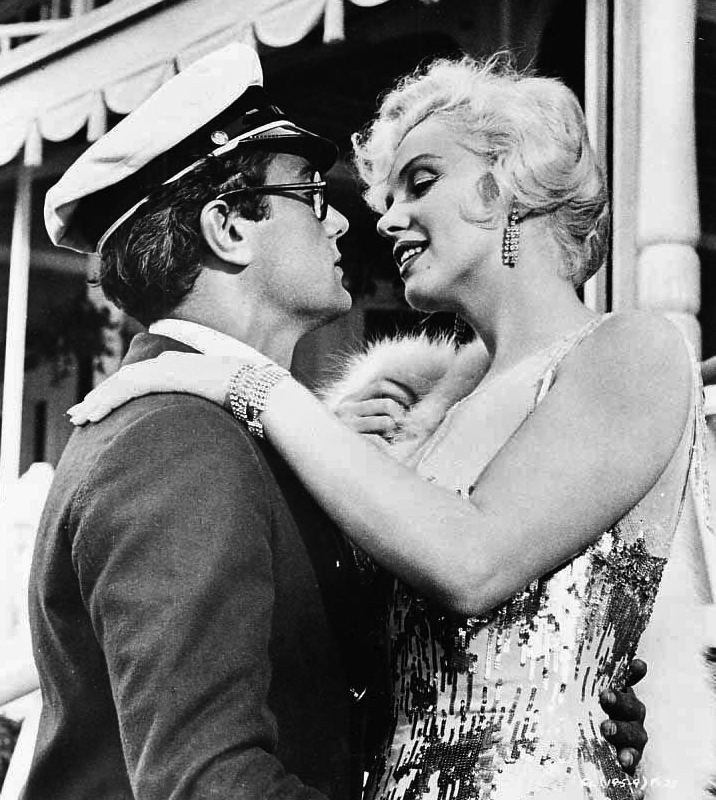
Tony Curtis y Marilyn Monroe en Some Like It Hot

- Tony Curtis - Joe/«Josephine»/«Shell Oil Junior»
- Marilyn Monroe - Sugar «Kane» Kowalczyk, cantante y ejecutante de ukelele
- Jack Lemmon - Jerry (Gerald)/«Daphne»
- George Raft - «Spats» Colombo, un mafioso de Chicago
- Pat O'Brien - Detective Mulligan
- Joe E. Brown - Osgood Fielding III
- Nehemiah Persoff - «Little Bonaparte», un mafioso
- Joan Shawlee - Sweet Sue, directora de la banda «Sweet Sue and Her Society Syncopators»
- Dave Barry - Mister Beinstock, gerente de la banda «Sweet Sue and Her Society Syncopators»
- Billy Gray - Sig Poliakoff, agente teatral de Joe y Jerry en Chicago
- Barbara Drew - Nellie Weinmeyer, secretaria de Poliakoff
- George E. Stone - «Toothpick» Charlie, un pistolero asesinado por «Spats» Colombo
- Mike Mazurki - Guardaespaldas de Spats
- Harry Wilson - Guardaespaldas de Spats
- Edward G. Robinson Jr. - Johnny Paradise, un pistolero que mata a «Spats» Colombo
- Beverly Wills - Dolores, trombonista y compañera de Sugar

## Problemas con la censura
El estreno en el estado de Kansas se dilató dos meses porque el Comité de Crítica del Estado supeditaba la aprobación de la exhibición a que se suprimieran 30 metros de película correspondientes a la escena de amor a bordo del yate entre Curtis y Monroe. En la ciudad de Memphis sólo pudo estrenarse añadiendo la advertencia «No recomendable para los niños», y el obispo McNulty, presidente del Comité Episcopal de Cinematografía, Radio y Televisión protestó contra la película y afirmó que violaba el Código Hays.[cita requerida]
En la España franquista, la película fue prohibida hasta en tres ocasiones por la Junta de Censura —en 1960, 1962 y a mediados de los años 60—, y nunca llegó a ser proyectada en cines. En su primera presentación a los censores, estos decretaron su prohibición «aunque solo sea por subsistir la veda de maricones». El censor Francisco Ortiz Muñoz, miembro del Consejo de la Confederación Católica Nacional de Padres de Familia y falangista excolaborador de El Debate, calificó la cinta de «pornografía» y «sin adaptación posible». En su segundo intento de esquivar la censura, la distribuidora la volvió a presentar con 16 cortes, incluida la eliminación del final con el famoso 'Nadie es perfecto', pero también sin éxito.

## Premios

### Oscar
| Año  | Categoría                                  | Persona                       | Resultado |
| ---- | ------------------------------------------ | ----------------------------- | --------- |
| 1959 | Mejor director                             | Billy Wilder                  | Candidato |
| 1959 | Mejor actor                                | Jack Lemmon                   | Candidato |
| 1959 | Mejor guion adaptado                       | Billy Wilder I. A. L. Diamond | Candidato |
| 1959 | Mejor fotografía - Blanco y negro          | Charles Lang                  | Candidato |
| 1959 | Mejor dirección artística - Blanco y negro | Ted Haworth Edward Boyle      | Candidato |
| 1959 | Mejor diseño de vestuario - Blanco y negro | Orry-Kelly                    | Ganadora  |

### Globos de Oro
| Año  | Categoría                                            | Candidatos                                           | Resultado |
| ---- | ---------------------------------------------------- | ---------------------------------------------------- | --------- |
| 1960 | Globo de Oro a la mejor película - Comedia o musical | Globo de Oro a la mejor película - Comedia o musical | Ganadora  |
| 1960 | Globo de Oro a la mejor actriz - Comedia o musical   | Marilyn Monroe                                       | Ganadora  |
| 1960 | Globo de Oro al mejor actor - Comedia o musical      | Jack Lemmon                                          | Ganador   |

Some Like It Hot está preservada en el archivo de la Biblioteca del Congreso.

La película ha sido aclamada mundialmente como una de las mejores comedias jamás hechas (primera en la lista de las grandes comedias del American Film Institute y decimocuarta en la Lista de las 100 mejores películas americanas). En 1989, la película fue considerada «cultural, histórica y estéticamente significativa» por la Biblioteca del Congreso de Estados Unidos y seleccionada para su preservación en el National Film Registry.
En 2017, la película ha sido considerada como la mejor comedia jamás hecha por 253 críticos de cine de 52 países encuestados por la BBC.

## El musical de Broadway
De esta película surgió Sugar, un musical de Broadway que se estrenó en 1972 en el Majestic Theatre; se presentó en 505 funciones, con los actores Robert Morse, Tony Roberts y Elaine Joyce. En español, se presentó en Buenos Aires con Susana Giménez, y en Colombia con María Cecilia Botero, Luis Eduardo Arango, Bruno Diaz, Cesar Mora y Fernando González Pacheco; también se presentó en México con Enrique Guzmán, Hector Bonilla y Sylvia Pasquel.
En el año 2017, se reestrena en Argentina con Federico D'Elía, Nicolas Cabre y Griselda  Siciliani en el teatro Lola Membrives. Después de un año, la actriz es reemplazada por Laura Fernández. En Broadway se repuso en 2022 con Christian Borle, J. Harrison Ghee y Adrianna Hicks.